# Extremadura (cruzador de 1900)
O Extremadura foi um cruzador protegido da Armada Espanhola. Seu custo de quase cinco milhões de pesetas foi pago mediante assinatura da Junta Patriótica do México, liderada por Florencio Noriega Noriega a partir de 1896 entre a colônia espanhola assentada no país asteca. Possuía uma cobertura blindada em aço Siemens-Martin de 20 a 25 mm e levava um bônus de combustível de 432 toneladas de carvão.

## História
O nome inicialmente previsto para o novo navio foi o de Colónia Espanhola de México, sucedendo-lhe os de México, Pátria e Porto Rico, finalmente foi construído depois da perda definitiva de dita colônia, pelo qual, se lhe batizou com o da terra da que eram originários grande número de emigrantes e conquistadores. 
Foi lançado ao mar nos estaleiros de cádis Veja-Murguía, sob responsabilidade da colônia espanhola do México, e realizou suas provas de mar em fevereiro de 1902, sendo entregue à Armada Espanhola em agosto do mesmo ano. Sua doação contribuiu para preencher em parte as perdas que a Guerra Hispano-Americana tinha deixado na Armada.
Em 1904 recebeu experimentalmente, junto ao iate real Giralda e o Acorazado Pelayo, a instalação de uma estação de TSH Telefunken. Em 1906 assistiu às regatas de Kiel e Cowes, transladando durante sua navegação até Kronstadt portando saudações do rei Alfonso XIII para o Czar da Rússia. Três anos mais tarde, em maio de 1909, foi o navio no que se transportou o Rei em sua visita oficial de Algeciras a Ceuta.
Em abril de 1917 escoltou na chegada a águas peninsulares do primeiro submarino da armada, o Isaac Peral (Classe A). Quatro meses depois, realizou idêntica missão desta vez, com três novos submarinos de procedência italiana da Classe A, os denominados Narciso Monturiol (A-1)  Cosme Garcia (A-2), e um submarino A-3. Neste período de tempo, o Extremadura converteu-se transitoriamente em navio auxiliar de submarinos, até a chegada da Holanda do navio especializado Kanguro.   
Nos anos da atribuição a Espanha da zona de proteção sobre o Rife, realizou destacadas missões de patrulha na costa norte-africana, perseguindo e reprimindo o contrabando de guerra, ou protegendo às colunas expedicionárias com seus canhões Vickers de fogo rápido ou participando no Desembarque de Alhucemas em 1925.   
Depois de serviços peninsulares e intervenção, e estando já obsoleto, foi descadastrado na Armada em 31 de agosto de 1931, depois do qual foi colocado à venda.